# Gela J.T. 2005-2006
Questa pagina raccoglie le informazioni riguardanti il Gela J.T. nelle competizioni ufficiali della stagione 2005-2006.

## Rosa
| N. |                   | Ruolo | Calciatore                |
| -- | ----------------- | ----- | ------------------------- |
| -  | Italia (bandiera) | P     | Antonio Castelli          |
| -  | Italia (bandiera) | P     | Giovanni Indiveri         |
| -  | Italia (bandiera) | P     | Giovanni Proietti         |
| -  | Italia (bandiera) | P     | Graziano Tilaro           |
| -  | Italia (bandiera) | D     | Riccardo Alderuccio       |
| -  | Italia (bandiera) | D     | Giacomo Filippi           |
| -  | Italia (bandiera) | D     | Raffaele Gambuzza         |
| -  | Italia (bandiera) | D     | Vittorio Gargiulo         |
| -  | Italia (bandiera) | D     | Giuseppe Occhipinti       |
| -  | Italia (bandiera) | D     | Giordano Paganotto        |
| -  | Italia (bandiera) | D     | Sebastiano Sapienza       |
| -  | Italia (bandiera) | D     | Daniele Unniemi           |
| -  | Italia (bandiera) | D     | Simone Tamburro           |
| -  | Italia (bandiera) | D     | Daniele Zito              |
| -  | Italia (bandiera) | C     | Vincenzo Berti (Capitano) |
| -  | Italia (bandiera) | C     | Salvatore Carboni         |
| -  | Italia (bandiera) | C     | Marco Comandatore         |

| N. |                                 | Ruolo | Calciatore                 |
| -- | ------------------------------- | ----- | -------------------------- |
| -  | Venezuela (bandiera)            | C     | Gianfranco Di Julio        |
| -  | Italia (bandiera)               | C     | Domenico Giugliano         |
| -  | Costa d'Avorio (bandiera)       | C     | Youssouf Koné              |
| -  | Italia (bandiera)               | C     | Fabio Levacovich           |
| -  | Cile (bandiera)                 | C     | Luis Liendo                |
| -  | Italia (bandiera)               | C     | Benedetto Mangiapane       |
| -  | Italia (bandiera)               | C     | Emanuele Marzocchi         |
| -  | Italia (bandiera)               | C     | Omar Rivolta               |
| -  | Italia (bandiera)               | C     | Antonio Scrò               |
| -  | Bosnia ed Erzegovina (bandiera) | C     | Mato Simunovic             |
| -  | Italia (bandiera)               | A     | Giovanni Abate             |
| -  | Francia (bandiera)              | A     | Alain Baclet               |
| -  | Italia (bandiera)               | A     | Michele Di Piedi           |
| -  | Italia (bandiera)               | A     | Gaetano Lo Coco            |
| -  | Italia (bandiera)               | A     | Gaetano Niscemi            |
| -  | Nigeria (bandiera)              | A     | Christian Charlibie Okolie |
| -  | Argentina (bandiera)            | A     | Jonathan Vidallé           |

## Risultati

### Serie C1

#### Girone di andata
| Sassari 28 agosto 2005, ore 15:00 CEST 1ª giornata                   | Torres    | 2 – 1 referto | Gela JT | Stadio Vanni Sanna |
| \| \| \| \| \| Borsoi 65’ Palumbo 78’ \| Marcatori \| 29’ Carboni \| |           |               |         |                    |
|                                                                      |           |               |         |                    |
| Borsoi 65’ Palumbo 78’                                               | Marcatori | 29’ Carboni   |         |                    |

| Gela 4 settembre 2005, ore 15:00 CEST 2ª giornata | Gela JT | 0 – 0 | Lucchese | Stadio Vincenzo Presti |

| Pistoia 11 settembre 2005, ore 15:00 CEST 3ª giornata | Pistoiese          | 0 – 0 referto | Gela JT | Stadio Marcello Melani (1500 spett.)\| Arbitro: \| Calvarese (Teramo) \| |
| Arbitro:                                              | Calvarese (Teramo) |               |         |                                                                          |

| Gela 18 settembre 2005, ore 15:00 CEST 4ª giornata      | Gela JT   | 1 – 0 | Massese | Stadio Vincenzo Presti |
| \| \| \| \| \| Levacovich 46’ (rig.) \| Marcatori \| \| |           |       |         |                        |
|                                                         |           |       |         |                        |
| Levacovich 46’ (rig.)                                   | Marcatori |       |         |                        |

| San Giovanni Valdarno 25 settembre 2005, ore 15:00 CEST 5ª giornata                                                  | Sangiovannese | 5 – 3                                | Gela JT | Stadio Virgilio Fedini |
| \| \| \| \| \| Baiano 7’, 85’ Giglio 59’, 73’ Kanyengele 82’ \| Marcatori \| 24’ Mangiapane 53’ Abate 84’ Carboni \| |               |                                      |         |                        |
| |               |                                      |         |                        |
| Baiano 7’, 85’ Giglio 59’, 73’ Kanyengele 82’                                                                        | Marcatori     | 24’ Mangiapane 53’ Abate 84’ Carboni |         |                        |

| Manfredonia 2 ottobre 2005, ore 15:00 CEST 6ª giornata                                | Manfredonia | 2 – 2                | Gela JT | Stadio Miramare |
| \| \| \| \| \| Trinchera 50’ Caracciolese 96’ \| Marcatori \| 6’ Carboni 27’ Abate \| |             |                      |         |                 |
|                                                                                       |             |                      |         |                 |
| Trinchera 50’ Caracciolese 96’                                                        | Marcatori   | 6’ Carboni 27’ Abate |         |                 |

| Gela 9 ottobre 2005, ore 14:30 CEST 7ª giornata | Gela JT | 0 – 0 | Napoli | Stadio Vincenzo Presti |

| Acireale 16 ottobre 2005, ore 15:00 CEST 8ª giornata | Acireale | 0 – 0 | Gela JT | Stadio Tupparello |

| 23 ottobre 2005, ore 15:00 CEST 9ª giornata | Gela JT | 1 – 0 | Frosinone |  |

| 6 novembre 2005, ore 14:30 CEST 10ª giornata | Chieti | 2 – 2 | Gela JT |  |

| 13 novembre 2005, ore 14:30 CEST 11ª giornata | Gela JT | 1 – 0 | Foggia |  |

| 20 novembre 2005, ore 14:30 CEST 12ª giornata | Martina | 2 – 3 | Gela JT |  |

| 27 novembre 2005, ore 14:30 CEST 13ª giornata | Gela JT | 1 – 0 | Perugia |  |

| 2 dicembre 2005 14ª giornata | Grosseto | 2 – 1 | Gela JT |  |

| 11 dicembre 2005 15ª giornata | Gela JT | 1 – 0 | Lanciano |  |

| 15 dicembre 2005 16ª giornata | Pisa | 3 – 1 | Gela JT |  |

| 21 dicembre 2005 17ª giornata | Gela JT | 0 – 0 | Juve Stabia |  |

#### Girone di ritorno
| 8 gennaio 2006 18ª giornata | Gela JT | 1 – 1 | Torres |  |

| 13 gennaio 2006 19ª giornata | Lucchese | 2 – 1 | Gela JT |  |

| 22 gennaio 2006 20ª giornata | Gela JT | 0 – 2 | Pistoiese |  |

| 29 gennaio 2006 21ª giornata | Massese | 1 – 1 | Gela JT |  |

| 5 febbraio 2006 22ª giornata | Gela JT | 1 – 1 | Sangiovannese |  |

| 17 febbraio 2006 23ª giornata | Gela JT | 0 – 0 | Manfredonia |  |

| 24 febbraio 2006 24ª giornata | Napoli | 2 – 0 | Gela JT |  |

| 5 marzo 2006 25ª giornata | Gela JT | 0 – 0 | Acireale |  |

| 12 marzo 2006 26ª giornata | Frosinone | 0 – 0 | Gela JT |  |

| 19 marzo 2006 27ª giornata | Gela JT | 0 – 1 | Chieti |  |

| 26 marzo 2006 28ª giornata | Foggia | 1 – 1 | Gela JT |  |

| Arbitro: | Marrocco (Pisa) |

|  |           |           |
|  | Marcatori | 14’ Mitri |

| 9 aprile 2006 30ª giornata | Perugia | 2 – 2 | Gela JT |  |

| 15 aprile 2006 31ª giornata | Gela JT | 2 – 1 | Grosseto |  |

| 23 aprile 2006 32ª giornata | Lanciano | 1 – 1 | Gela JT |  |

| 30 aprile 2006 33ª giornata | Gela JT | 1 – 0 | Pisa |  |

| 7 maggio 2006 34ª giornata | Juve Stabia | 1 – 2 | Gela JT |  |

## Statistiche
Statistiche aggiornate al 27 gennaio 2016.

### Statistiche squadra
| Competizione         | Punti | In casa | In casa | In casa | In casa | In casa | In casa | In trasferta | In trasferta | In trasferta | In trasferta | In trasferta | In trasferta | Totale | Totale | Totale | Totale | Totale | Totale | DR |
| Competizione         | Punti | G       | V       | N       | P       | Gf      | Gs      | G            | V            | N            | P            | Gf           | Gs           | G      | V      | N      | P      | Gf     | Gs     | DR |
| -------------------- | ----- | ------- | ------- | ------- | ------- | ------- | ------- | ------------ | ------------ | ------------ | ------------ | ------------ | ------------ | ------ | ------ | ------ | ------ | ------ | ------ | -- |
| Serie C1             | 41    | 17      | 7       | 7       | 3       | 10      | 7       | 17           | 2            | 9            | 6            | 21           | 28           | 34     | 9      | 16     | 9      | 31     | 35     | -4 |
| Coppa Italia Serie C | 15    | 4       | 3       | 1       | 0       | 5       | 1       | 3            | 2            | 0            | 1            | 4            | 2            | 7      | 5      | 1      | 1      | 9      | 3      | +6 |
| Totale               | 56    | 21      | 10      | 8       | 3       | 15      | 8       | 20           | 4            | 9            | 7            | 25           | 30           | 41     | 14     | 17     | 10     | 40     | 38     | +2 |

### Andamento in campionato
| Giornata  | 1 | 2 | 3 | 4 | 5 | 6 | 7 | 8 | 9 | 10 | 11 | 12 | 13 | 14 | 15 | 16 | 17 | 18 | 19 | 20 | 21 | 22 | 23 | 24 | 25 | 26 | 27 | 28 | 29 | 30 | 31 | 32 | 33 | 34 |
| --------- | - | - | - | - | - | - | - | - | - | -- | -- | -- | -- | -- | -- | -- | -- | -- | -- | -- | -- | -- | -- | -- | -- | -- | -- | -- | -- | -- | -- | -- | -- | -- |
| Luogo     |   |   |   |   |   |   |   |   |   |    |    |    |    |    |    |    |    |    |    |    |    |    |    |    |    |    |    |    |    |    |    |    |    |    |
| Risultato |   |   |   |   |   |   |   |   |   |    |    |    |    |    |    |    |    |    |    |    |    |    |    |    |    |    |    |    |    |    |    |    |    |    |
| Posizione |   |   |   |   |   |   |   |   |   |    |    |    |    |    |    |    |    |    |    |    |    |    |    |    |    |    |    |    |    |    |    |    |    |    |

Legenda:

Luogo: C = Casa; T = Trasferta. Risultato: V = Vittoria; N = Pareggio; P = Sconfitta.

### Statistiche dei giocatori
| Giocatore   | Serie C1 | Serie C1 | Serie C1    | Serie C1   | Coppa Italia Serie C | Coppa Italia Serie C | Coppa Italia Serie C | Coppa Italia Serie C | Totale   | Totale | Totale      | Totale     |
| Giocatore   | Presenze | Reti     | Ammonizioni | Espulsioni | Presenze             | Reti                 | Ammonizioni          | Espulsioni           | Presenze | Reti   | Ammonizioni | Espulsioni |
| ----------- | -------- | -------- | ----------- | ---------- | -------------------- | -------------------- | -------------------- | -------------------- | -------- | ------ | ----------- | ---------- |
| G. Indiveri | 0        | 0        | 0           | 0          | 0                    | 0                    | 0                    | 0                    | 0        | 0      | 0           | 0          |